# كهف الرسائل

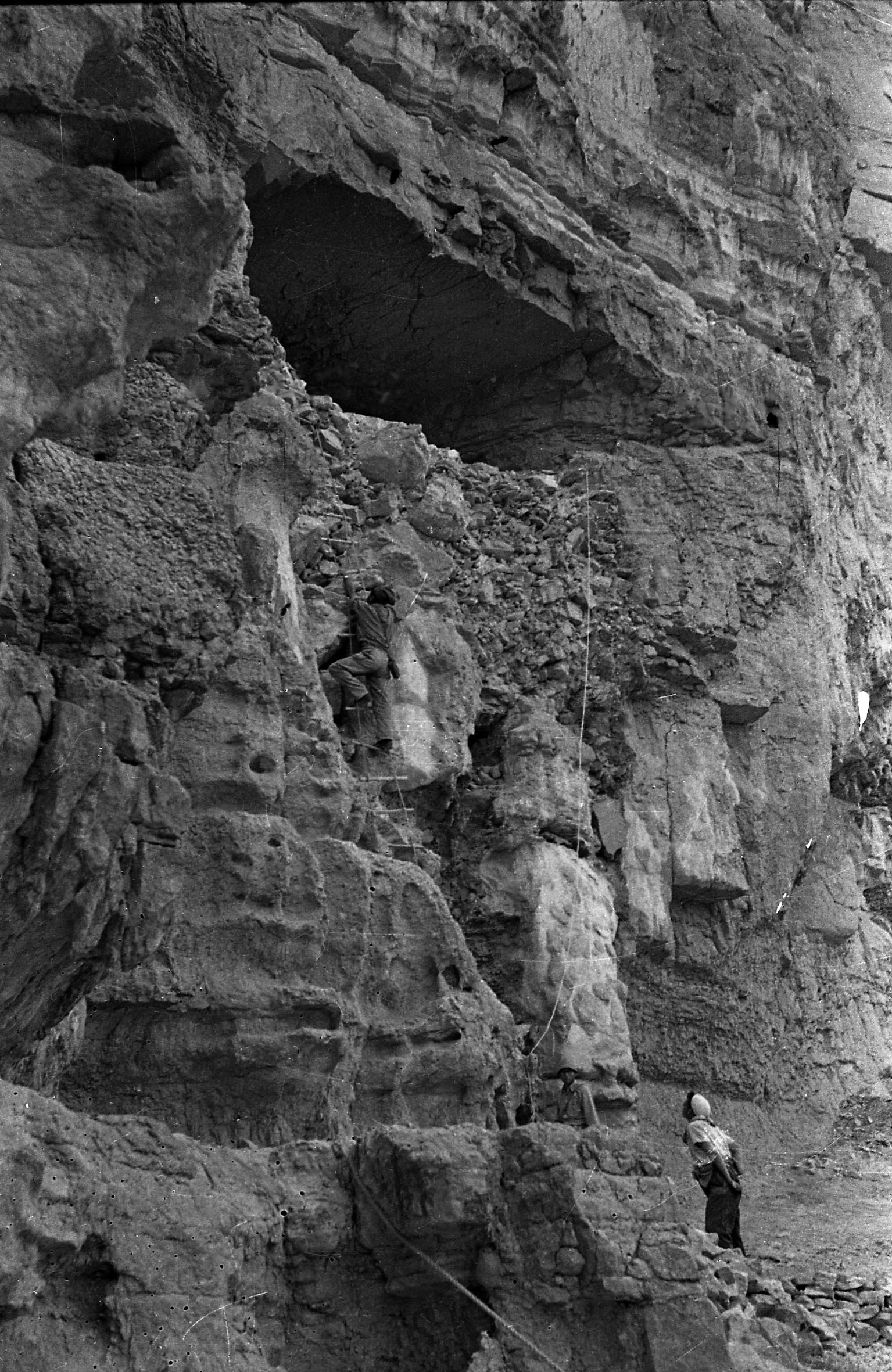
كهف الحروف.

كهف الرسائل هو كهف في نحال هيفر [الإنجليزية] في صحراء يهودا عُثر فيه على رسائل وأجزاء من البرديات من فترة الإمبراطورية الرومانية. ويرتبط بعضها بثورة بار كوخبا (حوالي 131-136)، بما في ذلك رسائل مراسلات بين شمعون بار كوكبا ومرؤوسيه. وتضمنت حزمة أخرى بارزة من البرديات تعرف باسم مخبأ باباثا [الإنجليزية]، تتكوم من وثائق قانونية لباباثا.

## الجغرافيا
يقع الكهف على رأس نحال حيفر في صحراء يهودا، على بعد حوالي 40 كيلومترًا (25 ميلًا) جنوب خربة قمران، على بعد 20 كم جنوب وادي مربعات. يقع الموقع على بعد بضعة كيلومترات جنوب غرب عين جدي، على بعد حوالي 10 كيلومترات شمال مسعدة، على الشاطئ الغربي للبحر الميت. يحتوي الكهف على فتحتين وثلاث قاعات وبعض الشقوق.